# Illampu
L'Illampu (6.368 m s.l.m. - anche detto Nevado Illampu o Nevado de Sorata) è la quarta montagna in ordine di altezza della Bolivia.
È collocata nella parte più a nord della Cordigliera Real, parte delle Ande, e ad est del lago Titicaca. Forma un unico massiccio con il monte Ancohuma.
La vetta fu salita per la prima volta il 7 giugno 1928 dagli scalatori tedeschi Hans Pfann, Alfred Horeschowsky, Hugo Hörtnagl, Friedrich Ahlfeld e dall'austriaco Erwin Hein. È considerata dagli alpinisti la vetta più difficile da scalare tra tutti i 6.000 della Bolivia. La via più facile, per il lato sud-est, è classificata come AD con nevai pendenti fino a 65 gradi.